# Charles de Cortanze
Charles de Cortanze (ur. w 1900 roku, zm. w 1 kwietnia 1983 roku) – francuski kierowca wyścigowy.

## Kariera
W swojej karierze wyścigowej de Cortanze poświęcił się startom w wyścigach Grand Prix oraz w wyścigach samochodów sportowych. W latach 1937-1938, 1953 pojawiał się w stawce 24-godzinnego wyścigu Le Mans. W pierwszym sezonie startów stanął na trzecim stopniu podium w klasie drugiej, a w klasyfikacji generalnej był ósmy. Rok później odniósł zwycięstwo w klasie drugiej.